# Antonio Luis Beruti
Antonio Luis Beruti (Buenos Aires, Imperio español, 2 de septiembre de 1772 - Provincia de Mendoza, Argentina, 19 de noviembre de 1841) fue un militar revolucionario argentino. Participó en la Revolución de Mayo, que dio comienzo a la guerra de la independencia argentina y también se involucró en las guerras civiles. En ocasiones su apellido aparece con doble «t», como Berutti, aunque él mismo firmaba «Beruti», y sus descendientes aun mantienen esa forma.
Junto a Domingo French y los «chisperos» se le ha adjudicado la creación de la escarapela de Argentina, aunque ésta fue creada con su forma actual por el general Manuel Belgrano, cercano colaborador y amigo de ambos.

## Biografía

### Nacimiento y familia
Hijo del escribano Pablo Manuel Beruti y María del Carmen González de Alderete, tuvo cuatro hermanos y tres hermanas. Estudió en el Colegio de San Carlos y en el de Nobles, de Madrid. Se casó con Mercedes Ortiz y tuvo un hijo con su mismo nombre.

### La Revolución de Mayo
Tras concluir sus estudios, regresó al Virreinato del Río de la Plata e intervino en la organización del movimiento emancipador. Fue un miembro activo del grupo carlotista, que pretendía conseguir la independencia a través de la coronación de la hermana del rey de España, que se encontraba cautivo, Fernando VII.
Junto a Domingo French lideró en Buenos Aires el grupo revolucionario conocido como los "chisperos" -agitadores o fogoneros-, que tuvieron una destacada participación en 1810, en la Semana de Mayo. 
Durante esas jornadas repartieron las famosas cintillas (de color incierto), para diferenciar a los patriotas de los realistas. En el cabildo abierto del 22 de mayo votó por la destitución del virrey del Río de la Plata, Baltasar Hidalgo de Cisneros. La presión provocada por los "chisperos" resultó fundamental en esto. Cuando se formó una junta integrada por algunos criollos pero presidida por Cisneros, Beruti se opuso terminantemente y, ante el rechazo generalizado, la junta se disolvió. Beruti añadió: 

una Junta presidida por Cisneros es lo mismo que Cisneros virrey.

El día 25, los "chisperos" y grupos de vecinos se congregaron en la plaza de la Victoria, frente al cabildo de Buenos Aires, para exigir el derrocamiento definitivo del virrey y la formación de una nueva junta. Como las sesiones demoraban demasiado, Beruti irrumpió en la sala y dijo:

Señores del Cabildo: esto ya pasa de juguete; no estamos en circunstancias de que ustedes se burlen de nosotros con sandeces. Si hasta ahora hemos procedido con prudencia, ha sido para evitar desastres y efusión de sangre. El pueblo, en cuyo nombre hablamos, está armado en los cuarteles y una gran parte del vecindario espera en otras partes la voz para venir aquí. ¿Quieren ustedes verlo? Toque la campana y si no nosotros tocaremos generala y verán ustedes la cara de ese pueblo, cuya presencia echan de menos. ¡Sí o no! Pronto, señores, decirlo ahora mismo, porque no estamos dispuestos a sufrir demoras y engaños; pero, si volvemos con las armas en la mano, no responderemos de nada.

Tras manipular la lista de invitados al cabildo y de expulsar a aquellos con posturas realistas, las ideas patriotas triunfaron, y el 25 de mayo de 1810 se constituyó la Primera Junta. 
Un mes después fue nombrado teniente coronel del Regimiento América.

### Saavedristas vs. morenistas y exilio
Influenciado por su amigo Manuel Belgrano, Beruti se unió a los partidarios del revolucionario Mariano Moreno (uno de los principales ideólogos e impulsores de la revolución de mayo) opuestos a las ideas moderadas de Cornelio Saavedra, presidente de la Primera Junta. 
Junto a otros morenistas, ingresó a las reuniones del Café de Marco, donde se hacía cada vez más fuerte la oposición al núcleo saavedrista del gobierno. Después del 5 y 6 de abril, el morenismo fue desplazado. Debido a ello, al igual que otros morenistas como Miguel de Azcuénaga, Hipólito Vieytes, Nicolás Rodríguez Peña, entre otros, fue expulsado de Buenos Aires y exiliado.

### La Guerra de la Independencia
Tras el regreso de hombres e ideas morenistas, Beruti volvió del exilio en 1812. 
Fue nombrado teniente de gobernador interino de Santa Fe y luego de Tucumán entre 1812 y 1814, cargo que abandonó para regresar a Buenos Aires, donde ocupó sucesivos destinos como comandante de la Guardia Nacional, ministro de Guerra y subinspector del Ejército de los Andes. 
El 17 de abril de 1815 izó por primera vez la bandera blanquiceleste en el fuerte porteño, donde la enseña de Manuel Belgrano aún no había flameado. 
El 24 de enero de 1817, el Director Supremo de las Provincias Unidas del Río de la Plata, Juan Martín de Pueyrredón lo designó como segundo jefe del estado mayor del Ejército de los Andes y así participó de la campaña de Chile, al mando de José de San Martín. 
Luchó en la batalla de Chacabuco, y por su valiente participación fue condecorado con la medalla de oro. 
El 13 de marzo de 1817, Bernardo O'Higgins, por orden de San Martín, le ordenó que pasase a Mendoza. En esta ciudad se casó con la mendocina Mercedes Tadea Ortiz, una de las damas que acompañó a doña María de los Remedios de Escalada, donando sus joyas para la campaña libertadora. Se trasladó luego a Buenos Aires, donde permaneció hasta el año 1820, en que volvió a Mendoza.

### La guerra civil y su fallecimiento
Beruti participó del Partido Unitario, aunque no ocupó lugares destacados. 
El 24 de septiembre de 1841 intervino en la Batalla de Rodeo del Medio, durante la guerra civil, bajo las órdenes del general Gregorio Aráoz de Lamadrid. Pero su líder cayó derrotado y fue tomado prisionero. Fue puesto inmediatamente en libertad por resolución del general Ángel Pacheco, en atención a sus servicios prestados en la guerra de la independencia.
Pero el desastre militar influyó hondamente en su espíritu[cita requerida] y falleció a consecuencia de la tristeza que le produjo, el 19 de noviembre de 1841. Sus restos fueron sepultados en el templo mendocino de San Francisco.

## Distinciones y condecoraciones
- Oficial de la Legión de Mérito de Chile ( Chile).